# جایزه انجمن منتقدان فیلم بوستون برای بهترین بازیگر نقش مکمل مرد
جایزه انجمن منتقدان فیلم بوستون برای بهترین بازیگر نقش مکمل مرد (به انگلیسی: Boston Society of Film Critics Award for Best Supporting Actor) یکی از جوایز سالانه است که توسط انجمن منتقدان فیلم بوستون اهدا می‌شود.

## برندگان

### دهه ۱۹۸۰
| سال  | برنده         | فیلم                      | نقش                      |
| ---- | ------------- | ------------------------- | ------------------------ |
| ۱۹۸۰ | جیسون روباردز | ملوین و هاوارد            | هوارد هیوز               |
| ۱۹۸۱ | جک نیکلسون    | سرخ‌ها                     | یوجین اونیل              |
| ۱۹۸۲ | میکی رورک     | رستوران                   | رابرت «بوگی» شفتل        |
| ۱۹۸۳ | جک نیکلسون    | شرایط مهرورزی             | گرت بریدلاو              |
| ۱۹۸۴ | جان مالکوویچ  | میدان‌های کشتار            | آل راک‌آف                 |
| ۱۹۸۴ | جان مالکوویچ  | مکان‌هایی در قلب           | آقای ویل                 |
| ۱۹۸۵ | ایان هولم     | برزیل                     | آقای کورتزمن             |
| ۱۹۸۵ | ایان هولم     | Dance with a Stranger     | دزموند کاسِن              |
| ۱۹۸۵ | ایان هولم     | Dreamchild                | چارلز ال. داجسون         |
| ۱۹۸۵ | ایان هولم     | وتربی                     | استنلی پیلبورو           |
| ۱۹۸۶ | دنیس هاپر     | مخمل آبی                  | فرانک بوث                |
| ۱۹۸۶ | ری لیوتا      | چیزی وحشی                 | ری سینکلر                |
| ۱۹۸۷ | آر. لی ارمی   | غلاف تمام‌فلزی             | گروهبان توپخانه هارتمن   |
| ۱۹۸۸ | دین استاکول   | ازدواج با گروه تبهکاران   | تونی «تایگر» روسو        |
| ۱۹۸۸ | دین استاکول   | تاکر: مردی در رؤیاهای خود | هوارد هیوز               |
| ۱۹۸۹ | دنی آیلو      | کار درست را بکن           | سالواتوره «سال» فراجیونه |

### دهه ۱۹۹۰
| سال  | برنده            | فیلم                   | نقش                       |
| ---- | ---------------- | ---------------------- | ------------------------- |
| ۱۹۹۰ | جو پشی           | رفقای خوب              | تامی دِ ویتو               |
| ۱۹۹۱ | آنتونی هاپکینز   | سکوت بره‌ها             | هانیبال لکتر              |
| ۱۹۹۲ | جین هکمن         | نابخشوده               | لیتل بیل داگِت             |
| ۱۹۹۳ | ریف فاینز        | فهرست شیندلر           | آمون گوت                  |
| ۱۹۹۴ | مارتین لاندو     | اد وود                 | بلا لوگوسی                |
| ۱۹۹۵ | کوین اسپیسی      | مظنونین همیشگی         | کایزر شوزه                |
| ۱۹۹۶ | ادوارد نورتون    | همه می‌گویند دوستت دارم | هولدن اسپنس               |
| ۱۹۹۶ | ادوارد نورتون    | ترس کهن                | آرون استامپلر             |
| ۱۹۹۶ | ادوارد نورتون    | مردم علیه لری فلینت    | آلن آیزاکمن               |
| ۱۹۹۷ | کوین اسپیسی      | محرمانه لس آنجلس       | کارآگاه گروهبان جک وینسنس |
| ۱۹۹۸ | ویلیام اچ میسی   | فعالیت مدنی            | جیمز گوردون               |
| ۱۹۹۸ | ویلیام اچ میسی   | پلیزنتویل              | جرج پارکر                 |
| ۱۹۹۸ | ویلیام اچ میسی   | روانی                  | میلتون آربوگاست           |
| ۱۹۹۸ | بیلی باب تورنتون | یک نقشه ساده           | جاکوب میچل                |
| ۱۹۹۹ | کریستوفر پلامر   | نفوذی                  | مایک والاس                |

### دهه ۲۰۰۰
| سال  | برنده               | فیلم                       | نقش                  |
| ---- | ------------------- | -------------------------- | -------------------- |
| ۲۰۰۰ | فرد ویلارد          | Best in Show               | باک لافلین           |
| ۲۰۰۱ | بن کینگزلی          | جانور سکسی                 | دون لوگان            |
| ۲۰۰۲ | آلن آرکین           | سیزده گفتگو در مورد یک چیز | جِن                   |
| ۲۰۰۳ | پیتر سارسگارد       | شیشه شکسته                 | چارلز لِین            |
| ۲۰۰۴ | توماس هیدن چرچ      | راه‌های فرعی                | جک کول               |
| ۲۰۰۵ | پل جیاماتی          | مرد سیندرلایی              | جو گولد              |
| ۲۰۰۶ | مارک والبرگ         | رفتگان                     | سرگروهبان شون دینیام |
| ۲۰۰۷ | خاویر باردم         | جایی برای پیرمردها نیست    | آنتون چیگر           |
| ۲۰۰۸ | هیث لجر (پس از مرگ) | شوالیه تاریکی              | جوکر                 |
| ۲۰۰۹ | کریستف والتس        | حرامزاده‌های لعنتی          | هانس لاندا           |

### دهه ۲۰۱۰
| سال  | برنده                       | فیلم                    | نقش         |
| ---- | --------------------------- | ----------------------- | ----------- |
| ۲۰۱۰ | کریستین بیل                 | مشت‌زن                   | دیکی اکلاند |
| ۲۰۱۱ | آلبرت بروکس                 | رانندگی                 | برنی رز     |
| ۲۰۱۲ | ازرا میلر                   | مزایای گوشه‌گیر بودن     | پاتریک      |
| ۲۰۱۳ | جیمز گاندولفینی (پس از مرگ) | بحث کافیه               | آلبرت       |
| ۲۰۱۴ | جی. کی. سیمونز              | ویپلش                   | ترنس فلچر   |
| ۲۰۱۵ | مارک رایلنس                 | پل جاسوس‌ها              | رودلف ایبل  |
| ۲۰۱۶ | ماهرشالا علی                | مهتاب                   | خوآن        |
| ۲۰۱۷ | ویلم دفو                    | پروژه فلوریدا           | بابی هیکس   |
| ۲۰۱۸ | ریچارد ئی. گرانت            | هرگز می‌توانی مرا ببخشی؟ | جک هاک      |
| ۲۰۱۹ | برد پیت                     | روزی روزگاری در هالیوود | کلیف بوث    |

### دهه ۲۰۲۰
| سال  | برنده    | فیلم      | نقش |
| ---- | -------- | --------- | --- |
| ۲۰۲۰ | پال ریسی | صدای متال | جو  |